# Астролабия
Астролабията (на старогръцки: ἀστρολάβος; на арабски: ٱلأَسْطُرلاب; на персийски: ستاره‌یاب) е античен астрономически уред използван за измерване на ъгли и определяне на положението на небесните тела. Познат е още от древногръцката епоха. Повечето историци смятат, че дължим изобретяването на уреда на древногръцкия астроном Хипарх през 2 век пр.н.е., а уредът за измерване на положението на звездите е създаден от Клавдий Птолемей (2 век).
По-късно арабите усъвършенстват астролабията и започват да я използват за определяне на часа, продължителността на деня и нощта, за някои математически изчисления и дори за астрологически изчисления. В периода на разцвет на арабския халифат (9 – 11 век) астролабиите са широко разпространени. За тяхната направа са необходими познания от областта на математиката (проективната геометрия, отчитане на сферичните небесни координати и др.) и астрономията (определяне на координатите на звездите, отчитане на движението на Слънцето и Луната и др.). Астрономията и другите естествени науки претърпяват бурно развитие в арабския свят в пероида IX-XI век.
Приблизително около Х-XI век астролабиите стават известни в западна Европа. Първо се използват арабски уреди, а по-късно те се изработват в европейски работилници. През 16 век при изработването им започват да се отчитат европейските географски ширини, за да може този уред по-добре да бъде приспособен към тукашните условия. Европейските майстори занаятчии, подобно на арабските си предшественици, отделят специално внимание на художественото оформление на астролабията. Тя става модна и колекционерска вещ в кралските дворове.